# ニューヨーク・プレス (1887年創刊)
『ニューヨーク・プレス (New York Press)』は、1887年12月から1916年7月2日まで存続し、その後、フランク・マンセイ (Frank Munsey) の『ニューヨーク・ヘラルド (New York Herald)』と合併した、ニューヨーク市の新聞。同紙からは、作家スティーヴン・クレインらが世に出た。
編集者であったアーウィン・ウォードマン (Erwin Wardman) は、1897年はじめにジョーゼフ・ピューリツァーの『ニューヨーク・ワールド (New York World』やウィリアム・ランドルフ・ハーストの『ニューヨーク・ジャーナル・アメリカン (New York Journal American)』の報道ぶりを指して、「イエロー・ジャーナリズム」という言葉を定着させした。ウォードマンはこの言葉を最初に活字にして発行したのだが、それ以前から「イエロー・ジャーナリズム」ないし「イエロー・キッド・ジャーナリズム派 (school of yellow kid journalism)」といった言い回しが当時の報道関係者の間で流布していたことには確かな証拠がある。ウォードマンはこの言葉の厳密な定義を提示することはなかったが、この言い回しは、それ以前に彼が「ニュー・ジャーナリズム (new journalism)」を「ヌード・ジャーナリズム (nude journalism)」と揶揄していたことを下敷きにしたのかもしれない。1898年の『ニューヨーク・プレス』は、「われわれが連中をイエローと呼ぶのは、彼らがイエローであるからだ (We called them Yellow because they are Yellow.)」と簡潔に述べていた。
『ニューヨーク・プレス』のスポーツ面の編集者であったジム・プライス (Jim Price) は、当時「ハイランダーズ (Highlanders)」という名であったアメリカンリーグ所属のニューヨークの野球チームに、「ヤンキース(Yankees)」という呼称を与えた最初の人物とされている。野球の各種記録の扱いで知られ、『ベースボール・マガジン (Baseball Magazine)』にもしばしば寄稿し、「アメリカの娯楽 (America's Pastime)」たる野球についての最初の事典である『The Baseball Cyclopedia』を発行したアーネスト・J・ラニガン (Ernest J. Lanigan) も、『ニューヨーク・プレス』のスポーツ面の編集者であった。